# Jakubovice
Jakubovice (en allemand : Jockelsdorf ) est une commune du district de Šumperk, dans la région d'Olomouc, en Tchéquie. Sa population s'élevait à 215 habitants en 2023.

## Géographie
Jakubovice se trouve à 6 km au nord-est de Štíty, à 11 km à l'ouest-nord-ouest de Šumperk, à 54 km au nord-ouest d'Olomouc et à 172 km à l'est de Prague.
La commune est limitée par Písařov à l'ouest et au nord-ouest, par Malá Morava au nord-est, par Janoušov à l'est, et par Bušín à l'est et au sud.

## Histoire
La première mention écrite de la localité date de 1351.

## Galerie

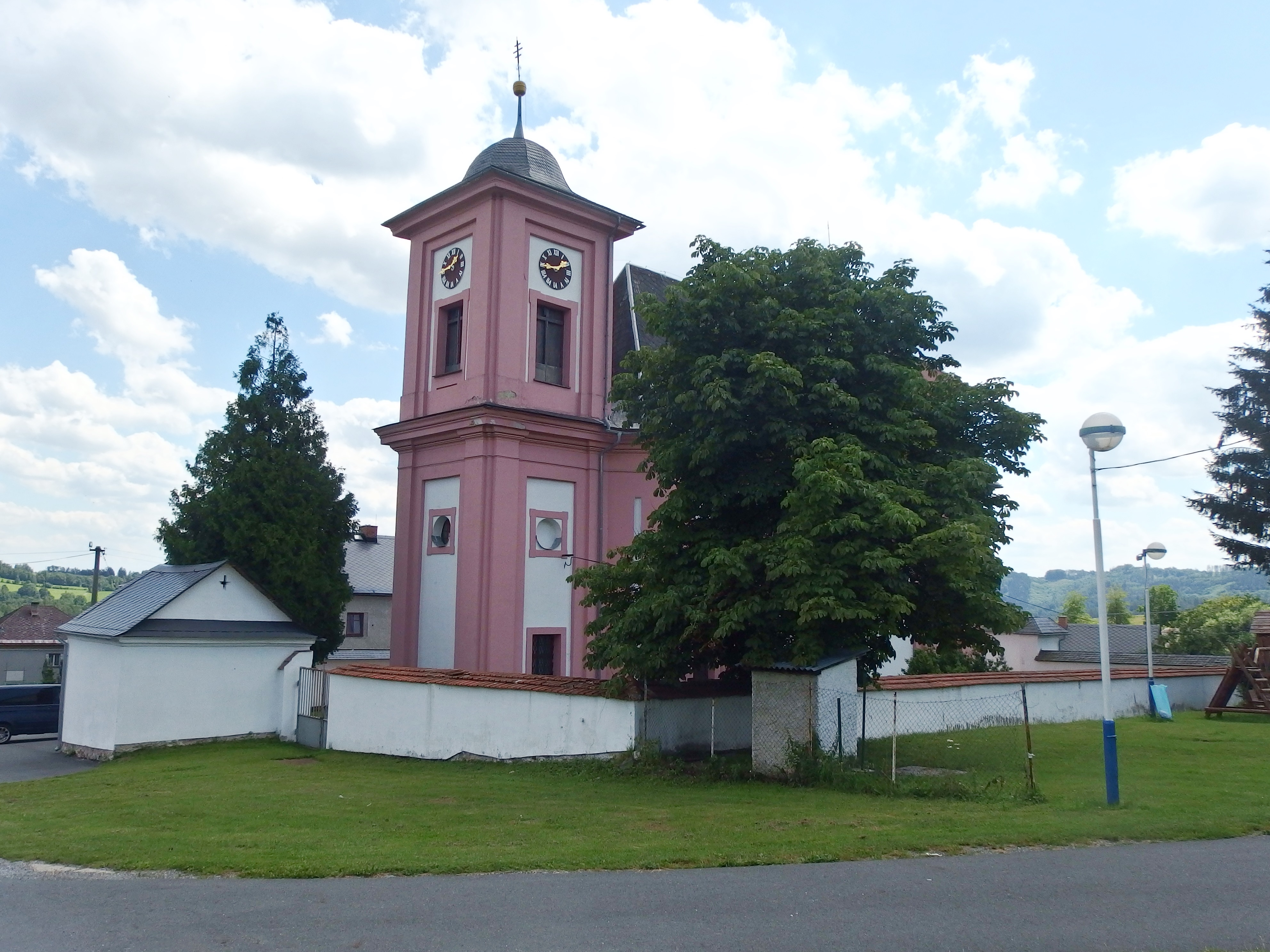
Église de l'Assomption de la Vierge Marie.
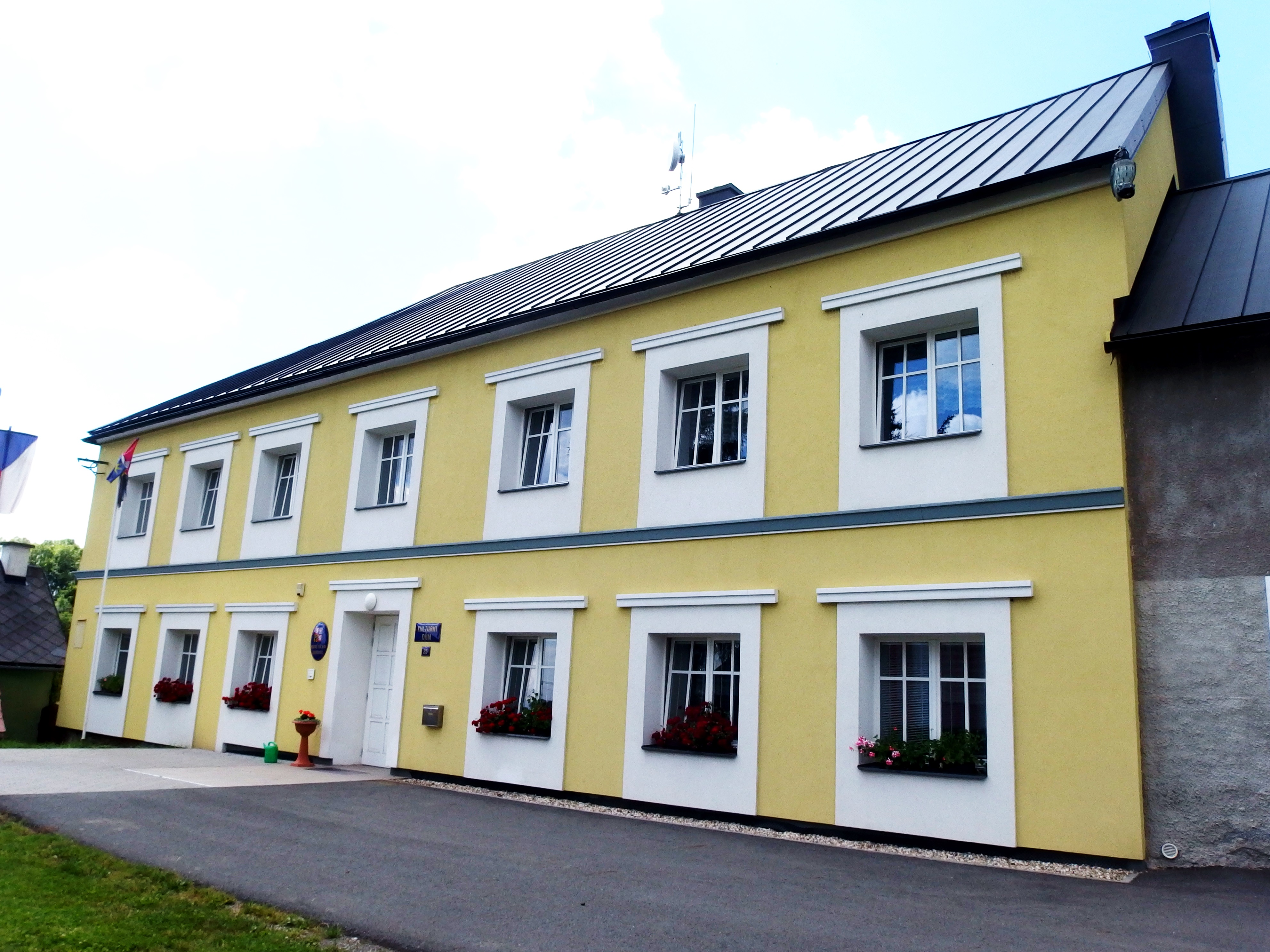
Jakubovice : la mairie.

## Transports
Par la route, Hynčina se trouve à 8,5 km de Štíty, à 17 km de Šumperk, à 66 km d'Olomouc et à 217 km de Prague.